# کنسرسیوم محتوای ملی
کنسرسیوم محتوای ملی، گردهم‌آیی مجموعه‌ای از کتابخانه‌ها و نهادهای تولیدکننده یا صاحب محتوا و منابع اطلاعاتی است که با هدف تأمین دسترسی هر چه سریع تر پژوهشگران و شهروندان ایرانی به محتوای مورد نظرشان تشکیل شده‌است.

## ماموریت‌های کنسرسیوم
- بستر سازی فرهنگی و فنی مناسب
- جلب مشارکت صاحبان محتوا
- استفاده یا تهیه و تدوین استاندارد‌های ارائه محتوای رقومی ملی و خدمات مرتبط
- معرفی محتوای ملی در سطح جهانی

## فعالیت‌های کنسرسیوم
کنسرسیوم تولیدکننده محتوا نیست، اما برای دستیابی به هدف خود، سعی می‌کند مشارکت صاحبان محتوا را جلب کرده و بستر مناسب فنی و فرهنگی لازم برای گردآوری، تبدیل، سازماندهی و حفاظت اطلاعات رقومی را در سطح ملی ایجاد نماید. با این رویکرد، کنسرسیوم در صدد است دسترسی به محتوای اعضای خود را برای کاربران در سطح ملی و بین‌المللی به بهترین نحو ممکن فراهم کند.
کنسرسیوم تلاش می‌کند مالکیت مادی و فکری صاحب محتوا و هویت فردی هر یک از اعضا را حفظ کند، کیفیت و بهره‌وری را در هر یک از فعالیت‌های کنسرسیوم بهبود بخشد، اصول مشتری مداری را در ارائه خدمات رعایت کند و در جهت ارائه اطلاعات معتبر توسط صاحبان محتوا بکوشد.

## خدمات کنسرسیوم
- از کتابدار بپرس

در این بخش هر کدام از اعضای هسته کنسرسیوم یک کارشناس مشخص کرده‌اند تا به سؤالات تخصصی کاربران در زمینه نحوه دسترسی به اطلاعات، به صورت آن‌لاین پاسخ دهند. این بخش، دقیقاً ارتباط بر خط با کتابداران کنسرسیوم است.
- سیستم سفارش دیجیتال سازی مدارک

برخی از مدارک، با توجه به قوانین کپی رایت قابل به ارائه رایگان یا فروش به صورت کامل نیستند. در این موارد، کاربر صفحات اول شیء دیجیتال مورد نظر خود را مشاهده کرده، با پرداخت هزینه اسکن و اعلام صفحات مورد نیاز خود، شیء دیجیتال سفارش خود را دریافت می‌کند.
- سیستم خرید محتوا

امکان خرید مقالات و محتوای برخی از مراکز که شیء دیجیتال کامل را برای فروش ارائه می‌کنند.
- سیستم محتوای رایگان

در این بخش، شیء دیجیتال رایگان بسیاری از محتوای اعضای کنسرسیوم موجود و قابل استفاده است.

## چرا کنسرسیوم؟
با توجه به؛
- مشکلات فنی موجود برای ایجاد فضای ارائه منابع اطلاعاتی به صورت استاندارد
- دسترسی نداشتن به منابع به صورت یکپارچه
- نبودن اجماعی از تولیدکنندگان، صاحبان محتوا و منابع اطلاعاتی
- مسائل و چالش‌های فرهنگی استفاده از محتوا برای تک تک سازمان‌ها

وجود مجموعه‌ای منسجم برای سهولت دسترسی، بستر سازی مناسب فنی و ایجاد استانداردها و زیرساخت‌ها لازم به نظر می‌رسد.

## مزایای کنسرسیوم در سطح ملی
- ایجاد فضایی ساده و استاندارد
- تولید و دسترس پذیر نمودن محتوای دانشی کشور به‌منظور رقابت در دنیای دانش محور جدید
- بستر سازی برای راه اندازی کنسرسیوم محتوای اسلامی
- ایجاد امکان استاندارد سازی شیوه‌های فهرست‌نویسی بر روی محتوا
- استانداردهای ملی دسترسی به محتوا

## مزایای کنسرسیوم برای صاحبان محتوا
- حفظ هویت صاحب محتوا
- افزایش تعداد کاربران
- دسترسی به محتواهای ارزشمند دیگران با رعایت شرایط اعلام شده
- در اختیار داشتن محتوای متنوع
- افزایش حجم اطلاعات در دسترس

## مزایای کنسرسیوم برای استفاده کنندگان و پژوهشگران
- دسترسی آسان به حجم گسترده‌ای از اطلاعات در هر زمان و از هر مکان
- دسترسی به انواع محتوا (کتاب، مقاله، نسخه خطی، عکس، سند و...) در قالب صوت، تصویر، متن، ویدئو و...
- امکان جستجوی یکپارچه و مفهومی در شبکه‌ای از اطلاعات مرتبط و کاهش هزینه دسترسی به محتوا

## درگاه کنسرسیوم
کنسرسیوم برای ارائه خدمات استاندارد و یکپارچه، پورتال را راه اندازی کرده‌است.

## رئیس کنسرسیوم
ریاست کنسرسیوم به صورت دو سالانه با رأی گیری از میان هیئت مؤسس انتخاب خواهد شد. ریاست حقوقی کنسرسیوم در حال حاضر به عهده کتابخانه، موزه و مرکز اسناد مجلس شورای اسلامی و رئیس آن دکتر محمد رجبی است.

## دبیرخانه کنسرسیوم
دبیرخانه دائمی کنسرسیوم در مؤسسه تبیان قرار دارد و دبیر کنسرسیوم دکتر علیرضا طالب پور است.

## عضویت درW3C
در تاریخ ۲۰۱۰/۱۰/۱ کنسرسیوم محتوای ملی رسماً به کنسرسیوم W3C پیوست. عضویت در این کنسرسیوم با توجه به منافع زیر انجام پذیرفت:
- امکان استفاده از تجربه کنسرسیوم‌های جهانی در اداره فرا سازمان
- امکان استفاده از نتایج و محصولات ارائه شده در کنسرسیوم‌های مطرح در سطح جهان جهت افزایش ارزش افزوده خدمات و محتوای ارائه شده درکنسرسیوم
- امکان استفاده از محصولات و خدمات کنسرسیوم‌ها با هزینه بسیار پایین‌تر
- افزایش اعتبار داخلی و بین‌المللی کنسرسیوم

## اعضای کنسرسیوم
- انتشارات بوم سازه (پایگاه سیویلیکا)(ناشر تخصصی کنفرانسهای کشور)
- بنیاد ارشاد و رفاه امام صادق (ع)
- بنیاد دائرةالمعارف اسلامی
- دفتر تبلیغات اسلامی حوزه علمیه قم
- سازمان اسناد و کتابخانه ملی ایران
- سازمان تبلیغات اسلامی
- سازمان کتابخانه‌ها، موزه‌ها و مرکز اسناد آستان قدس رضوی
- مجمع ذخایر اسلامی (کدنا)
- مرکز دائرةالمعارف بزرگ اسلامی
- مرکز نشر دانشگاهی
- مؤسسه تحقیقات ارتباطات و فناوری اطلاعات
- مؤسسه تحقیقات و نشر معارف اهل البیت (ع)
- مؤسسه فرهنگی و اطلاع‌رسانی تبیان
- کتابخانه دیجیتالی دانا
- کتابخانه دیجیتالی دانشگاه تهران
- کتابخانه دیجیتالی دفتر تبلیغات اسلامی حوزه علمیه قم
- کتابخانه دیجیتالی کتابخانه، موزه و مرکز اسناد مجلس شورای اسلامی
- کتابخانه و موزه ملی ملک
- کتابخانه دیجیتالی «student+»